# Сичівська сільська рада (Чоповицький район)
Сичівська сільська рада — колишня адміністративно-територіальна одиниця та орган місцевого самоврядування у Чоповицькому районі Малинської округи Української СРР з адміністративним центром у селі Сичівка.

## Населені пункти
Сільській раді на час ліквідації були підпорядковані населені пункти:
- с. Сичівка;
- х. Рихта.

## Населення
Кількість населення сільської ради, станом на 1924 рік, становила 730 осіб, з перевагою населення польської національности.

## Історія та адміністративний устрій
Створена 1923 року в складі с. Сичівка та хутора Рихта Малинської волості Радомисльського повіту Київської губернії. У квітні 1923 року включена до складу новоствореного Чоповицького району Малинської округи.
Ліквідована у вересні 1924 року, територію та населені пункти ради приєднано до складу Дерманківської сільської ради Чоповицького району Малинської округи.